# Milodón-barlang
A Milodón-barlang (spanyolul: Cueva del Milodón) Chile egyik nevezetes barlangja.

## Története
Valószínű, hogy a barlang több mint 15 000 évvel ezelőtt, amikor többféle nagytestű, azóta már kipusztult állat élt itt, a patagóniai ősemberek vadászhelyszíne volt.
A barlang azután vált világszerte ismertté, hogy 1895-ben Hermann Eberhard felfedezett benne egy furcsa, szőrös állatbőrt. Hamarosan kimutatták róla, hogy ez nem más, mint a kihalt Mylodon nevű lajhár bőre: a barlangot is erről az állatról nevezték el. Azonban ahogy elterjedt a híre a leletnek, fosztogatók is megjelentek, hogy felkutassanak még több hasonló értékes tárgyat, és illegálisan értékesíthessék azokat főként európai gyűjtőknek és múzeumoknak.
1968-ban a chilei oktatási minisztérium történelmi emlékhellyé nyilvánította a barlangot, majd 1993-ban a természeti műemlékek közé sorolták be. A 21. század elején a Nemzeti Erdővállalat (CONAF) kezelésében állt.

## Leírás
A barlang Chile déli részén, Magellán-szoros és Chilei Antarktika régióban, azon belül Última Esperanza tartomány területén található egy tundrás vidéken. Maga a barlang tulajdonképpen egy nagy üreg, amelynek mélysége 200, szélessége 80, magassága 30 méter. Turisták számára is látogatható, számukra egy fából készült pallót is kiépítettek a bejárathoz. A hatalmas sziklatömb tetejéről, a barlang fölötti kilátópontról jól megfigyelhető a közeli Eberhard-fjord is.

## Képek

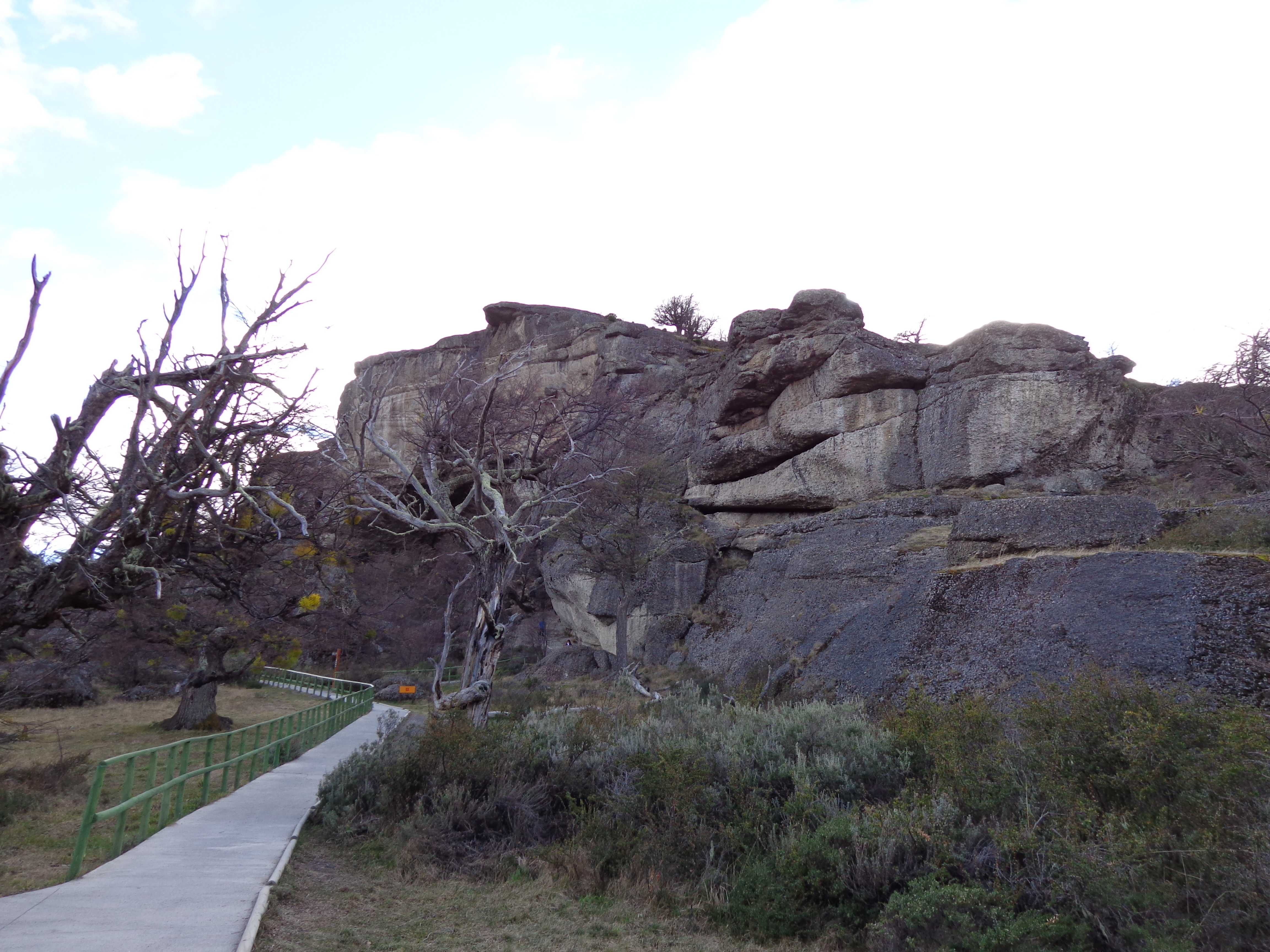
A barlangot tartalmazó sziklatömb
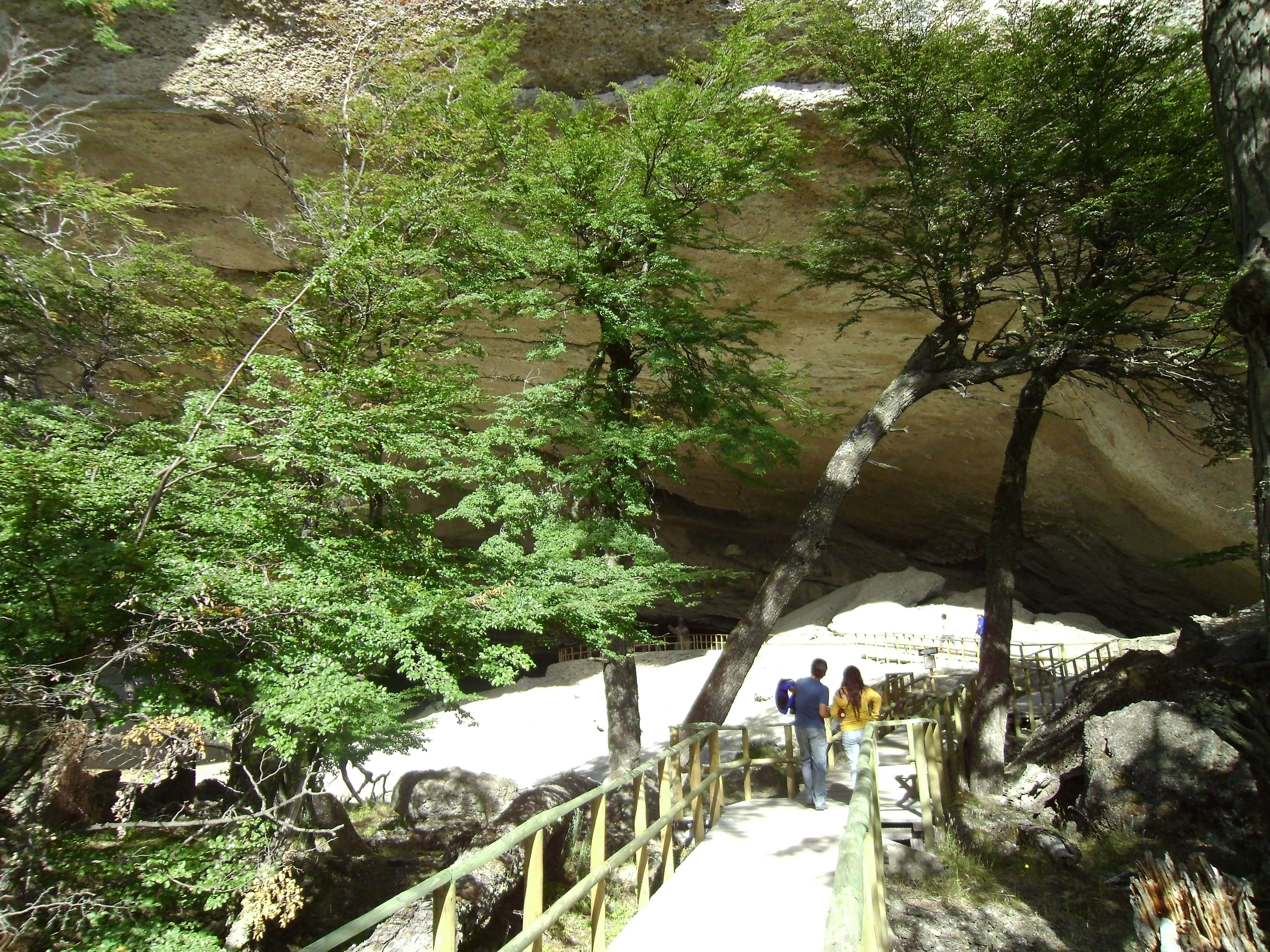
Bejárat
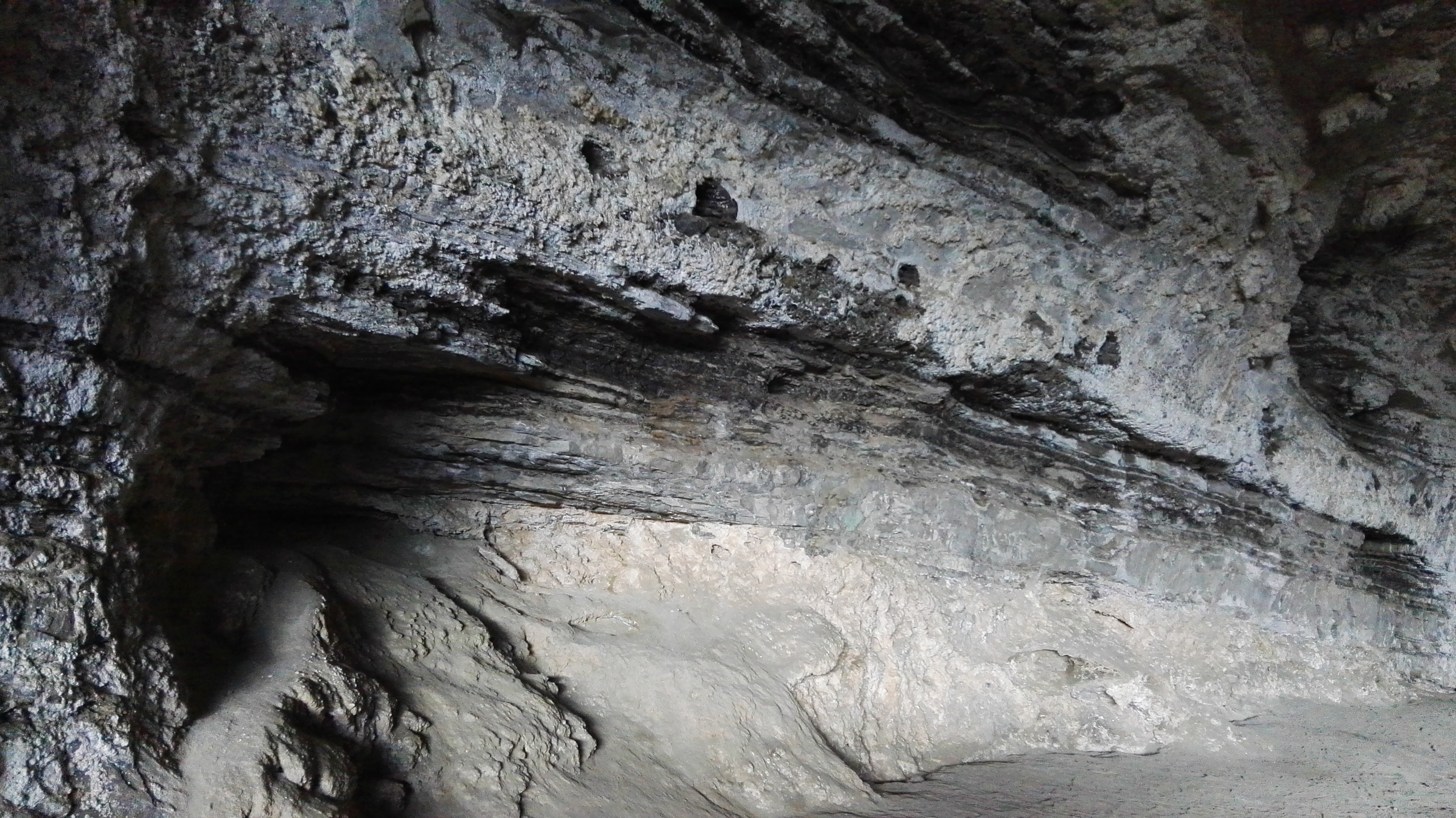
A barlang belseje
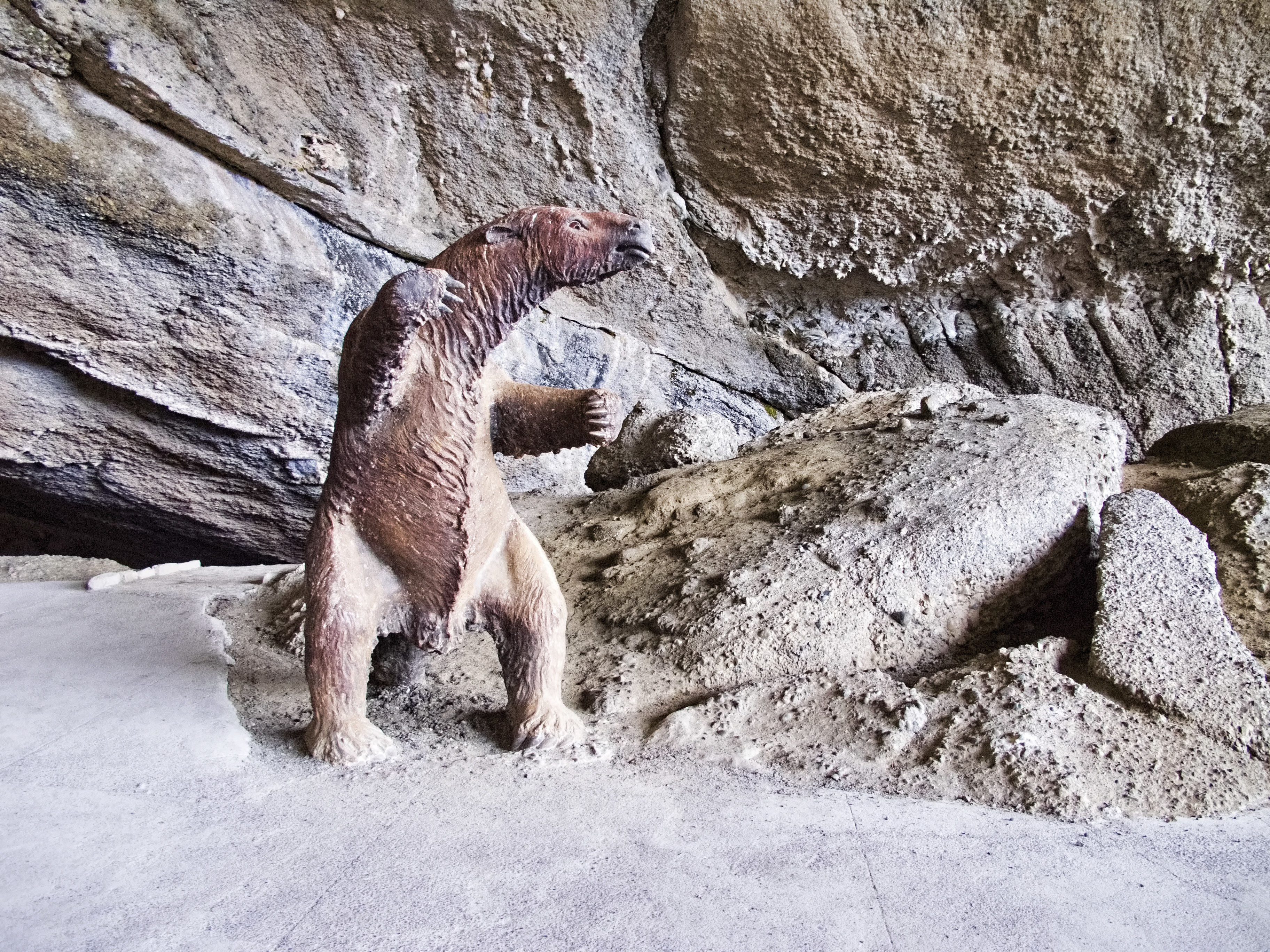
Mylodon-szobor a barlangnál